# Balta Doamnei
Balta Doamnei es una comuna ubicada en el distrito de Prahova, Rumania.

## Superficie
Posee una superficie de 35,33 kilómetros cuadrados.

## Demografía
Hasta 2021 la población era de 2374 habitantes, con una densidad de población de 67,20 habitantes por kilómetro cuadrado.